# Dasychoproctis nesites
Dasychoproctis nesites är en fjärilsart som beskrevs av Collenette 1932. Dasychoproctis nesites ingår i släktet Dasychoproctis och familjen tofsspinnare. Inga underarter finns listade i Catalogue of Life.